# Stadhuis van Domburg

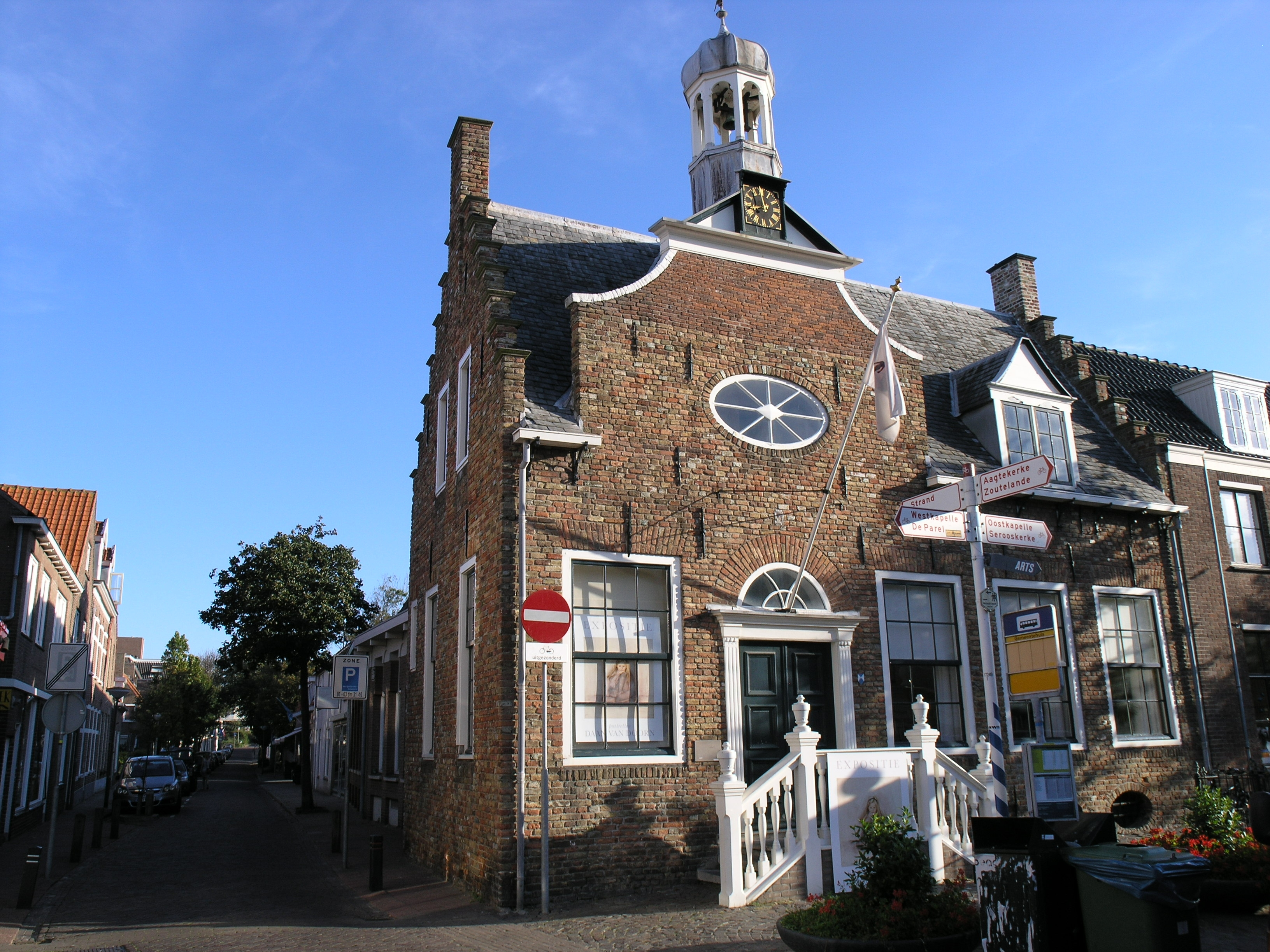
Oude raadhuis van Domburg

Het Stadhuis van Domburg is sinds het opgaan van Domburg en Oostkapelle in de gemeente Veere niet meer als overheidsgebouw in gebruik.

## Geschiedenis en beschrijving
Het bouwwerk is in 1567 gebouwd voor rekening van de stad Domburg op de plaats waar eerder ook een stadhuis had gestaan. Het gebouw heeft in ieder geval sinds de publicatie van een plaat van Domburg door Smallegange in 1696 geen grote veranderingen ondergaan. Wel is de voorgevel in 1822 opnieuw opgebouwd. In latere jaren hebben aan de oostelijke en noordelijke zijde aanbouwen plaatsgevonden. Het torentje was al in de 16e eeuw van een uurwerk voorzien. De bel die in het torentje hing in 1913, en die wellicht dezelfde is als de bel die er nu hangt, werd door de stad in 1749 in Amsterdam aangeschaft en had het randschrift Hendrik Kemper, Amsterdam, 1725. In 1912 is een nieuw uurwerk geïnstalleerd van B. Eijsbouts uit Asten in Noord-Brabant. Omdat de veel zwaardere en dus goed te onderscheiden kerkklok op het halve uur slechts eenmaal slaat, is het uurwerk van het raadhuis gemaakt om alleen op het halve uur en wel voluit te slaan. Zo wist men welk half uur het was.
Op het torentje bevindt zich een windwijzer met het wapen van Domburg tussen een meerman en een zeemeermin.
In het raadhuis hing in de burgemeesterskamer het schilderij van een ongeboren walvis, die nadat zijn moeder op 4 december 1783 bij het Domburgse strand was gevangen en voor spek versneden, werd tentoongesteld in Middelburg als een 'wonder vis, een vis die nooit geboren is, een vis van honderd twaalf pond, heeft nog geen tanden in zijn mond.' Volgens de tekst op het schilderij ging het om een cachelot ofwel een potvis waarvan de moeder 8000 pond gewogen had. Zowel de afbeelding als de genoemde gewichten maken duidelijk dat het in werkelijkheid een orka geweest moest zijn.
Vroeger hing aan het stadhuis een zware steen met ketting, zoals te zien is op een gravure die werd opgenomen in Bachiene, Vaderlandsche geographie (1791). Volgens artikel 43 van de 'voorboden' was hij bedoeld voor het tuchtigen van ruziënde vrouwen. Zij moesten dan geketend aan de steen een rondje door het dorp maken. Hij zal in 1822 wel verdwenen zijn toen het schavot en de geselpaal die op de zolder van het stadhuis werden bewaard tot brandhout bestemd werden.
Na de hervorming van het gemeentelijk bestuur aan het begin van de 19e eeuw is het 'stadhuis' een 'raadhuis' geworden.

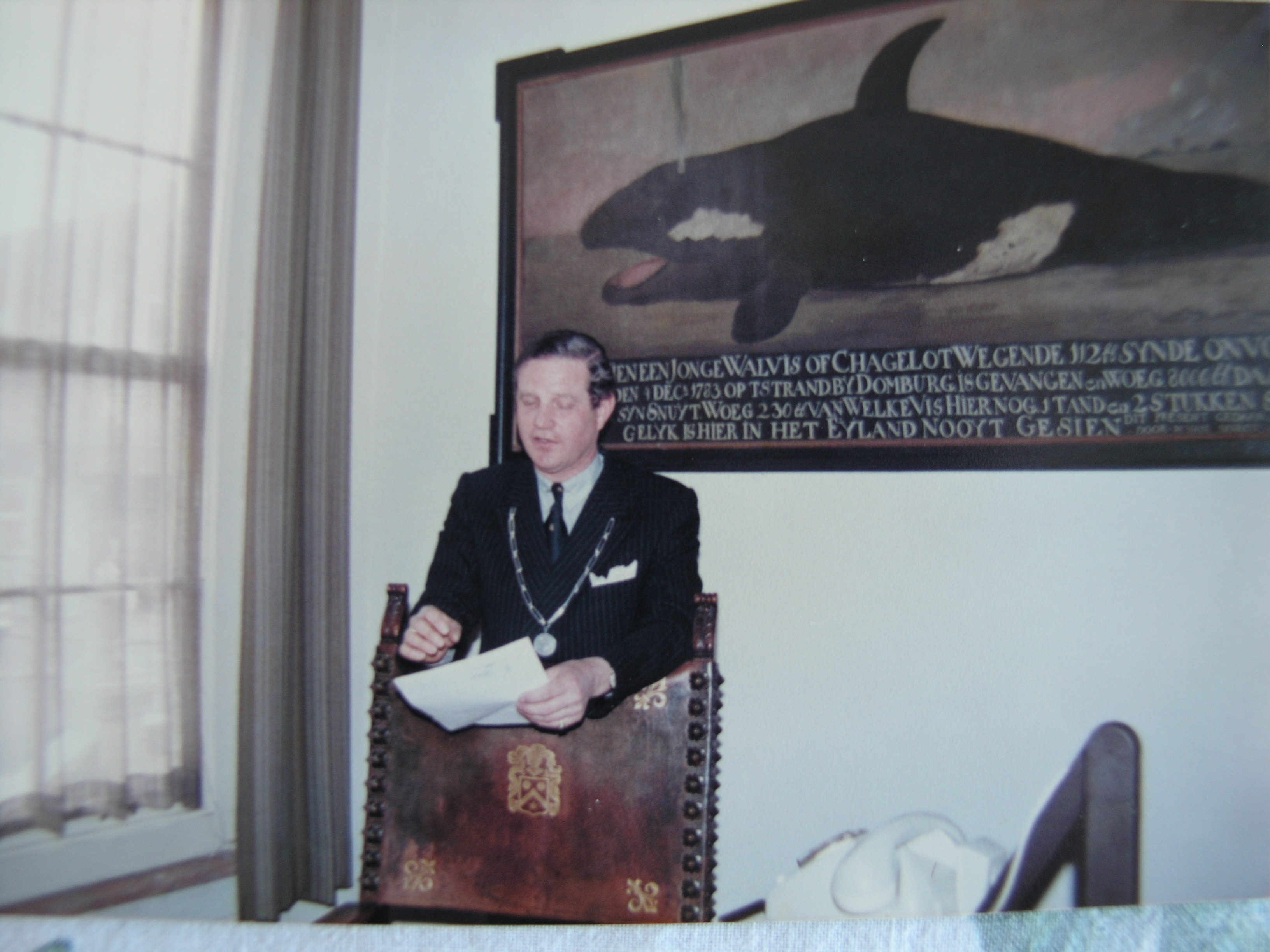
Een burgemeester van Domburg met de orka
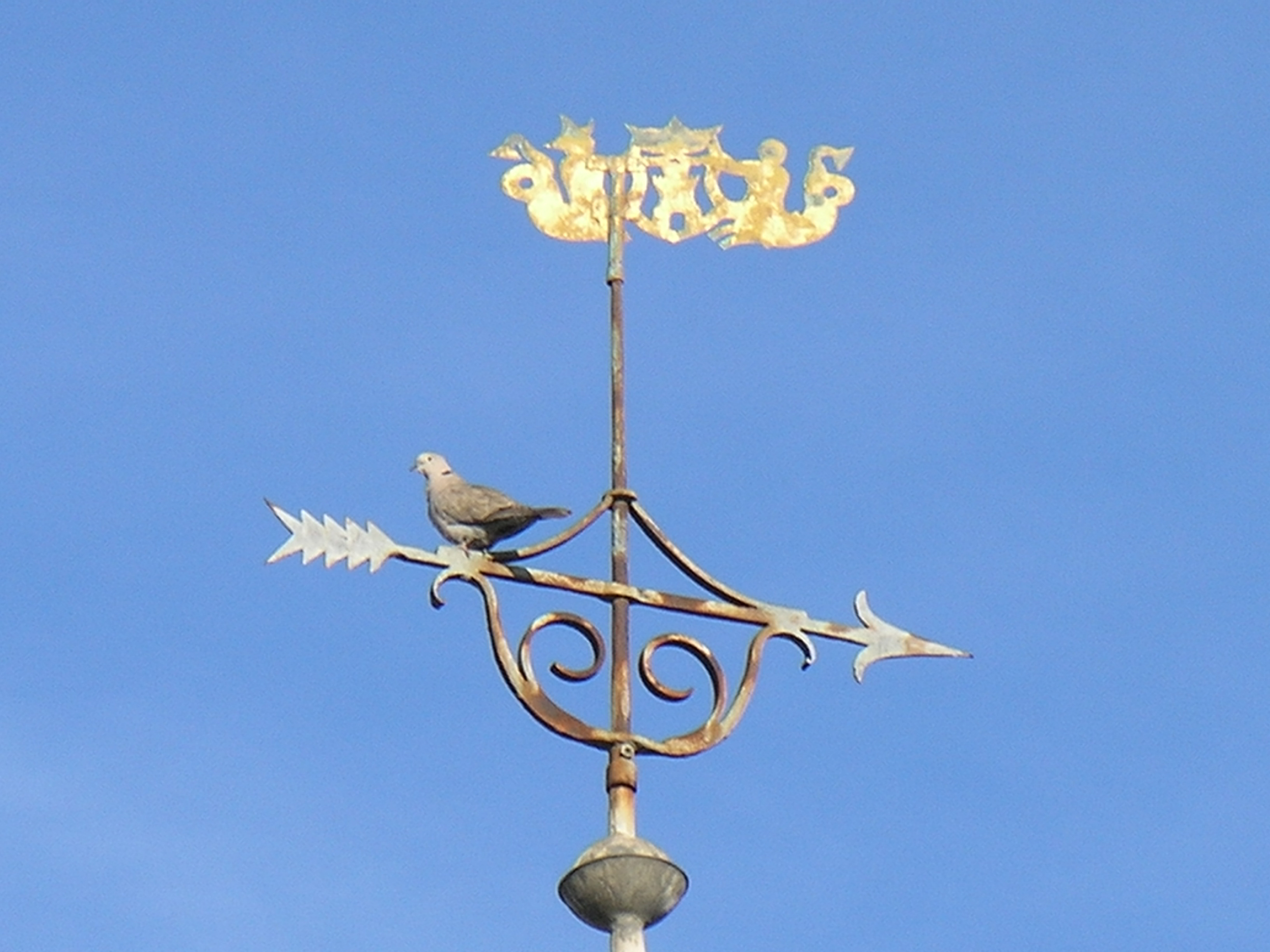
Windwijzer
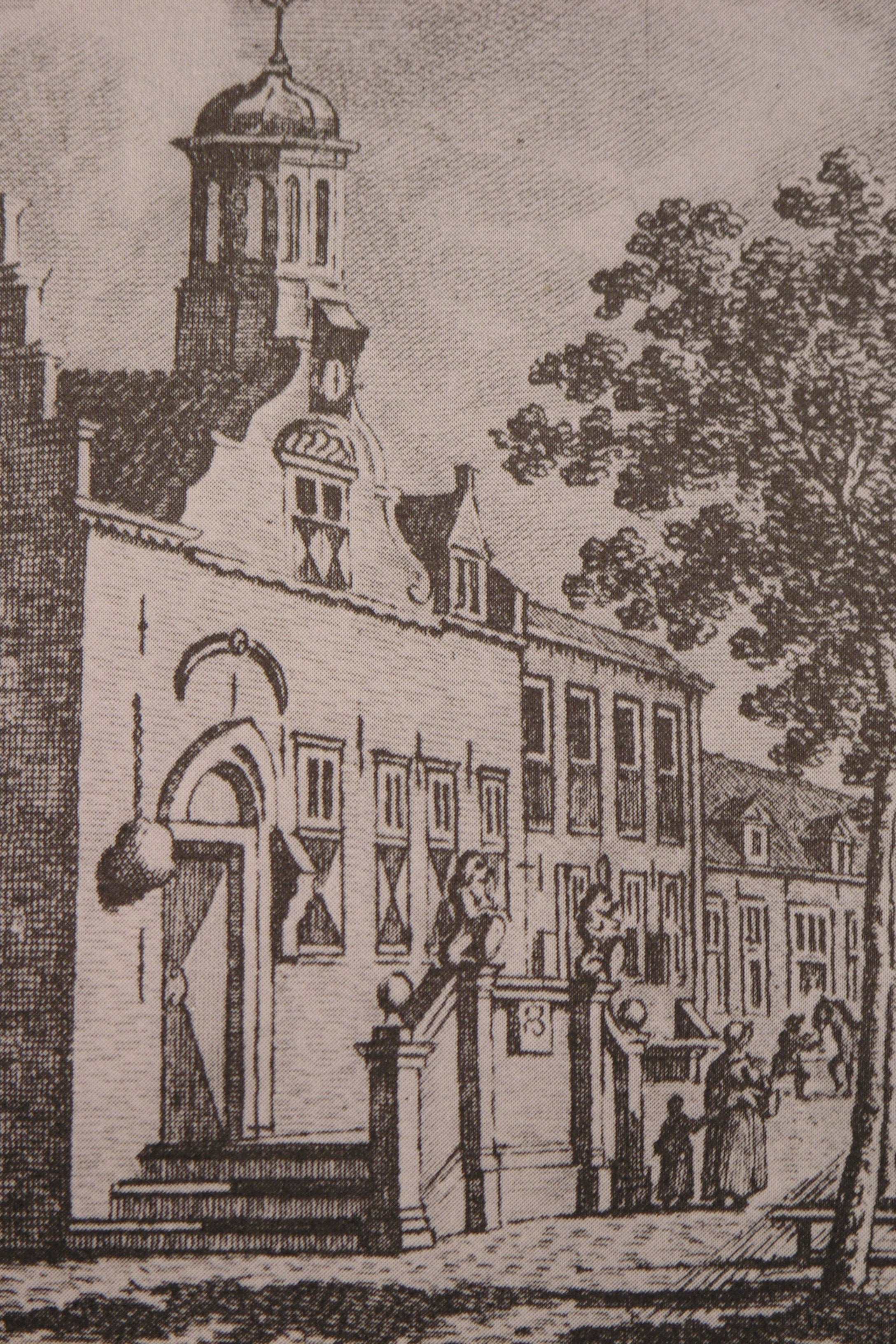
De steen der wet